# Seleniuro
Un seleniuro è un composto chimico in cui il selenio serve come anione con numero di ossidazione II (Se2−), come succede per lo zolfo in un solfuro. La chimica dei seleniuri corre parallela a quella dei solfuri.
Come per un solfuro, in una soluzione acquosa, lo ione del seleniuro, Se2−, è prevalente soltanto in condizioni basiche. In condizioni neutre, lo ione del seleniuro di idrogeno, HSe−, è il più comune. In condizioni acide si forma il seleniuro di idrogeno, H2Se.
I minerali di seleniuro sono rari e comprendono la ferroselite e l'umangite.

## Poliseleniuri
Gli anioni poliseleniuri sono catene con la composizione Se2−n. Il termine viene riferito pure ai sali di questi anioni. Sono comunemente sintetizzati dalla fusione di certi elementi in un tubo di quarzo. Il selenio e un metallo alcalino reagiscono inizialmente dando piccole quantità di solidi solubili bianchi come i monoseleniuri. L'eccesso di selenio porta alla formazione di diseleniuri solubili e poliseleniuri molto solubili con l'aumento uniforme di selenio. Alternativamente, possono essere preparati sciogliendo selenio e un metallo alcalino in ammoniaca liquida. La sintesi può anche essere condotta in solventi con alto punto ebollizione, polari, aprotici come DMF, HMPA e NMP.
I poliseleniuri acquosi reagiscono con grandi controioni organici, una reazione detta metatesi del sale, per formare sali cristallini che sono solubili in solventi organici.
{\displaystyle {\ce {2Na\ +\ nSe->Na2Se_{n}}}}
{\displaystyle {\ce {Na2Se_{n}\ + \ 2 R4NCl -> (R4N)2Se_{n}\ + \ 2 NaCl}}}
La loro struttura è stata esaminata tramite cristallografia a raggi X. Una proprietà caratteristica della struttura è che due legami di Se-Se terminali sono più corti di quelli che coinvolgono atomi di selenio interni. La spettroscopia NMR 77Se stato solido ad alta risoluzione per [NMe4]2Se5 ed [NMe4]2Se6 indicano conferme simili degli anioni [Se5]2− e Se2− nel solido e in soluzione. Lo spettro di 
[NMe4]2Se5 mostra 5 siti di selenio distinti e lo spettro di [NMe4]2Se6 mostra la simmetria con soli 3 siti di selenio cristallograficamente differenti. Lo studio della struttura a raggi-X cristallo-singolo di questi sali conferma i dati della spettroscopia NMR.

### Reattività
I poliseleniuri sono soggetti a decomposizione per esposizione all'aria, nel qual caso vengono ossidati al selenio elementare.
{\displaystyle {\ce {Se_{n}^{2-}\ +\ 2H^{+}\ +\ {\frac {1}{2}}O2->nSe\ +\ H2O}}}
I poliseleniuri formano complessi metallici. La funzione Sex (x = 4, 5, 6) indica ligandi chelanti nei complessi, per esempio (C5H5)2TiSe5, analogo al pentasolfuro di titanocene.
Gli anioni poliseleniuri reagiscono con composti alogeni organici:
{\displaystyle {\ce {2RX\ +\ Se2^{2-}->R2Se2\ +\ 2X^{-}}}}

## Punti quantici di seleniuri metallici

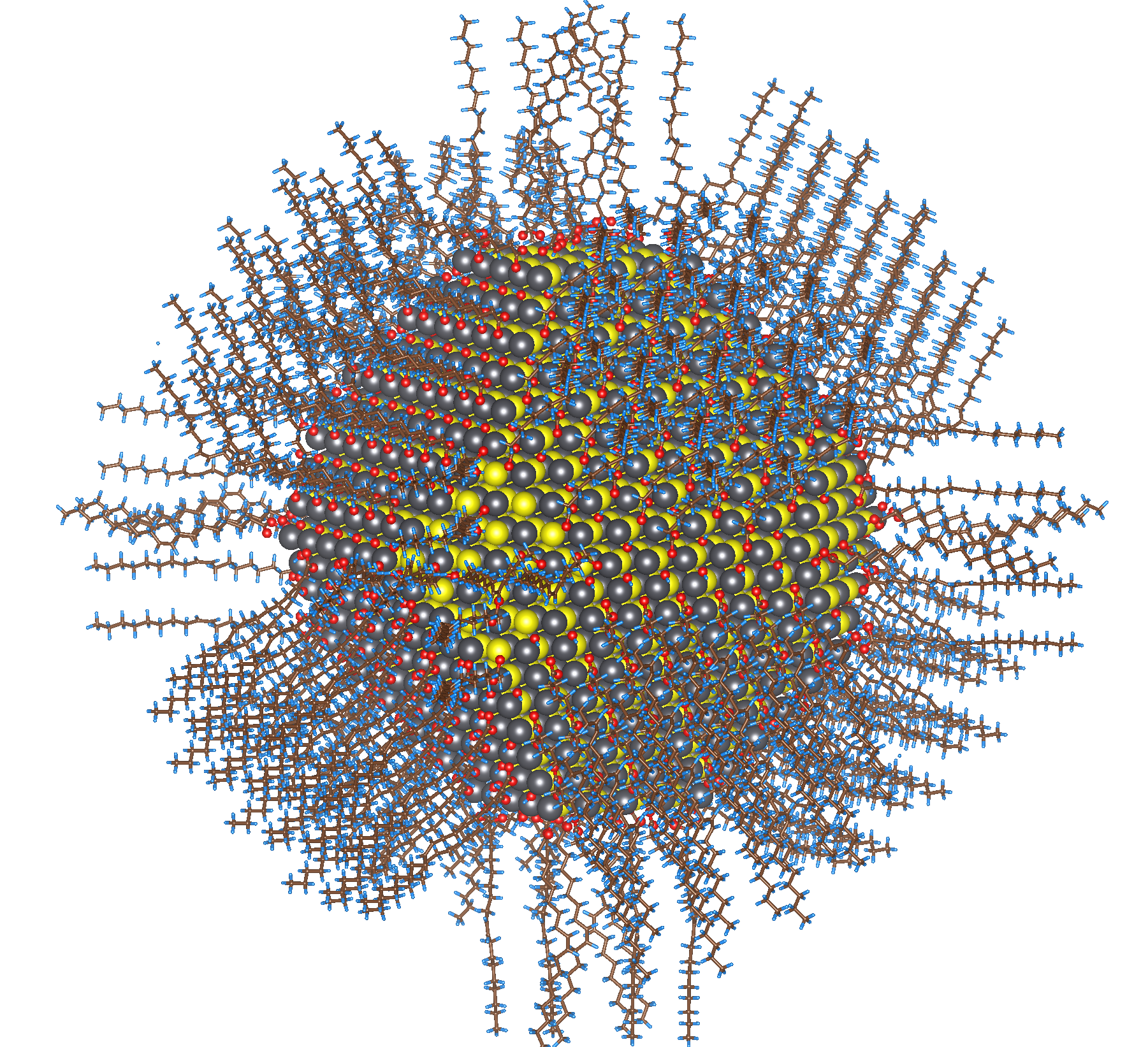
Punto quantico nella shell del nucleo solfuro/seleniuro

I punti quantici di seleniuri metallici e le nanoparticelle possono essere preparati con una varietà di metodi sintetici disponibili, molti dei quali richiedono alte temperature e composti precursori pericolosi.
Le particelle possono essere adattate per una varietà di applicazioni variando i ligandi coordinati allo strato esterno caricato positivamente. Molte reazioni di scambio di ligandi sono disponibili per l'uso, scambiando ligandi di tipo X, L e Z, il cui meccanismo è tuttora oggetto di studio.

## Applicazioni
I punti quantici basati su seleniuri metallici sono studiati estensivamente per le loro peculiari proprietà spettrali.
Le leghe core-shell di solfuro e seleniuro di cadmio sono di interesse per la diagnostica per immagini e la fototerapia.